# جنگل آبرنتی
جنگل آبرنتی باقی‌مانده‌ای از جنگل کالدونیان در استرات‌اسپای، واقع در منطقه هایلند اسکاتلند است. این جنگل در پارک ملی کِیرنگُرم قرار دارد و در نزدیکی روستاهای نِتی بریج و آویمور قرار دارد. این جنگل، یک منطقه حفاظت‌شده توسط انجمن سلطنتی برای حفاظت پرندگاناست که در نزدیکی مرکز عقاب ماهیگیران دریاچه گارتن قرار دارد و آن نیز متعلق به RSPB است. این منطقه در بین پیاده‌روی‌کنندگان محبوب است، زیرا مسیرهای مختلفی در سراسر منطقه حفاظت‌شده وجود دارد. این منطقه به دلیل داشتن مسیرهای مختلف پیاده‌روی، محبوب گردشگران و کوهنوردان است. جنگل آبرنِتی بخشی از منطقه ذخیره‌گاه طبیعی ملی آبرنِتی به‌شمار می‌رود.
تقریباً ۴۰۰۰ هکتار جنگل در این منطقه حفاظت‌شده وجود دارد و کمی کمتر از نیمی از آن، جنگل کاج بومی کالدونیایی است. جنگل آبرنتی یکی از بزرگ‌ترین بقایای جنگل کاج کالدونی در اسکاتلند است. این جنگل زیستگاه انواع پرندگان و پستانداران از جمله سهره نوک‌قیچی اسکاتلندی، سنجاب قرمز، گربه وحشی، گوزن قرمز، سیاه‌خروس سیاه، چرخ ریسک کاکل‌دار و عقاب ماهی‌گیر است. : ۹–۱۱ همچنین ستبرخروس اوراسیایی وجود دارد.

## منطقه حفاظت‌شده ملی آبرنتی

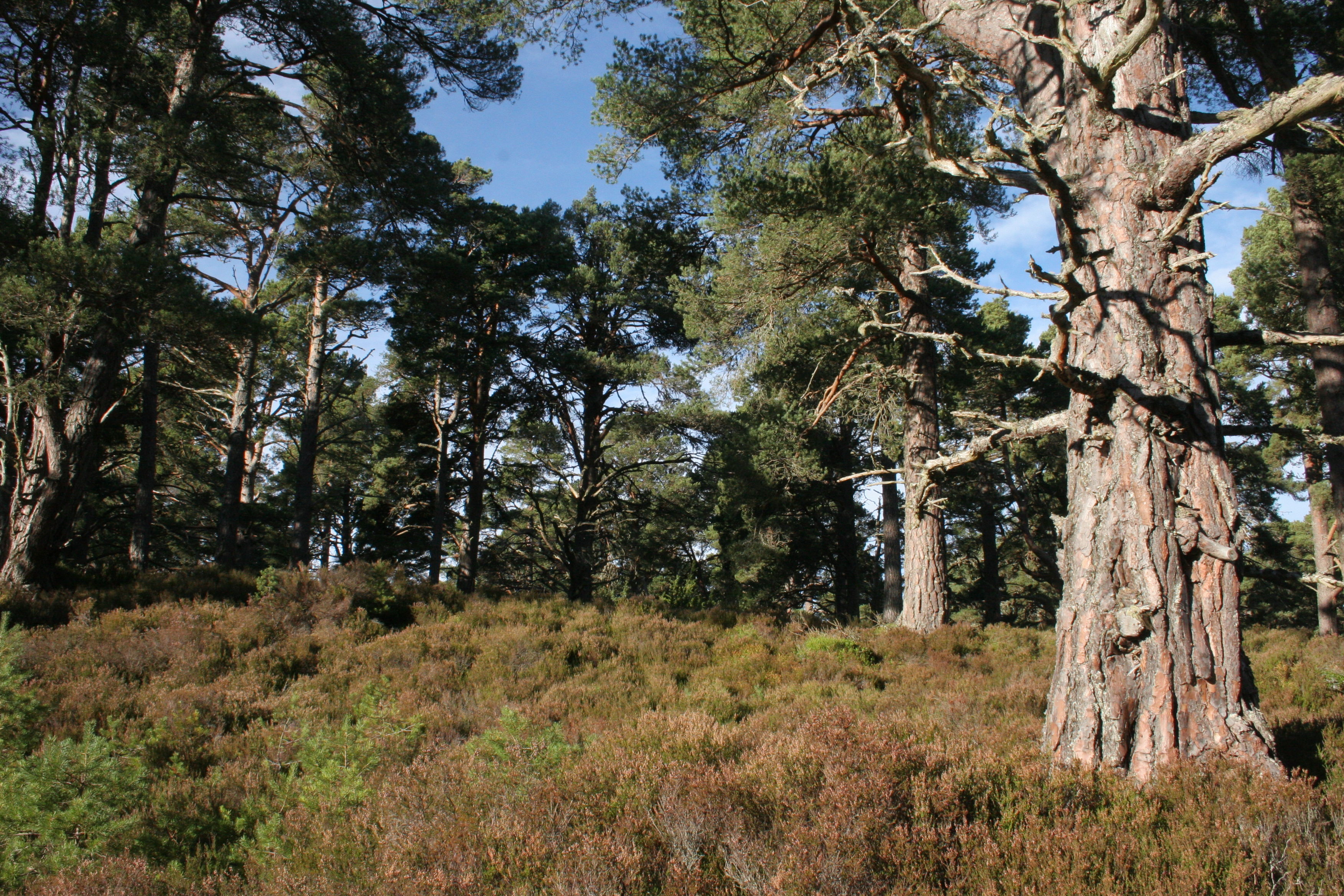
کاج‌های اسکاتلندی در جنگل.

منطقه حفاظت‌شده ملی آبرنتی (NNR) تا ۱۲۷۵۵ کیلومتر مربع گسترش یافته است. هکتارها مساحت دارد و بخش عمده‌ای از جنگل آبرنتی و بخش زیادی از چشم‌اندازهای مجاور را در بر می‌گیرد. بخش جنگل دِل در آبرنِتی NNR تحت مدیریت سازمان NatureScot قرار دارد، در حالی که باقی‌مانده منطقه تحت مدیریت انجمن سلطنتی حفاظت از پرندگان (RSPB) است.: ۱ 
در ابتدا، منطقه حفاظت‌شده تنها بخش مرکزی جنگل آبرنِتی را شامل می‌شد و با نام «جنگل آبرنِتی NNR» شناخته می‌شد. بخش جنگل دِل در سال ۱۹۸۸ به این منطقه افزوده شد و گسترشی به مساحت ۳۷۵ هکتار به منطقه حفاظت‌شده موجود اضافه کرد. گسترش هکتار به NNR موجود. در سال ۲۰۰۷، NNR به‌طور قابل توجهی گسترش یافت و به ذخیره‌گاه ملی طبیعی جدید آبرنتی تبدیل شد،: ۱ که از خود جنگل آبرنتی تا ارتفاعات کایرنگورمز امتداد دارد و دریاچه آآن و کوه‌های بیناک مور، بین مدهوین و ضلع جنوبی کایرن گورم را در بر می‌گیرد. منطقه حفاظت‌شده ابرنتی (Abernethy NNR) توسط اتحادیه بین‌المللی حفاظت از طبیعت به عنوان منطقه حفاظت‌شده درجه دو طبقه‌بندی شده است.
بیش از ۲۰۰ گونه گیاه آوندی در Abernethy NNR ثبت شده است، از جمله برخی از گونه‌های کمیاب ملی مانند گل دوقلو و گیسوان رونده. علف هرز کاد نیز در این منطقه حفاظت‌شده وجود دارد که به عنوان گونه در معرض خطر انقراض طبقه‌بندی می‌شود. : 31 NNR همچنین از جمعیت متنوعی از پرندگان پشتیبانی می‌کند و بیش از ۷۰ گونه در این منطقه حفاظت‌شده ثبت شده است. این شامل نوک‌ضربدری اسکاتلندی، چرخ ریسک کاکل‌دار و بزکوهی می‌شود که همگی گونه‌های نسبتاً کمیابی در بریتانیا هستند. از دیگر پرندگان موجود در این منطقه حفاظت‌شده می‌توان به سارگپه، جغد قهوه‌ای، دارکوب خالدار بزرگ و قرقی اشاره کرد. : ۱۰ همچنین انواع پستانداران در این منطقه حفاظت‌شده ثبت شده‌اند، از جمله شوکا و گوزن کوچک؛ سنجاب‌های قرمز؛ سنجاب‌های معمولی؛ سمورهای آبی و سمورهای جنگلی که کمتر دیده می‌شوند؛ و احتمالاً گربه‌های وحشی. : ۱۰–۱۱ نیچراسکات چهارده گونه پروانه را در منطقه حفاظت‌شده گزارش کرده است، از جمله پروانه فریتیلاری با حاشیه مرواریدی، که گونه‌ای از برنامه عمل تنوع زیستی بریتانیا است. : ۱۲ 

## مدیریت حفاظت

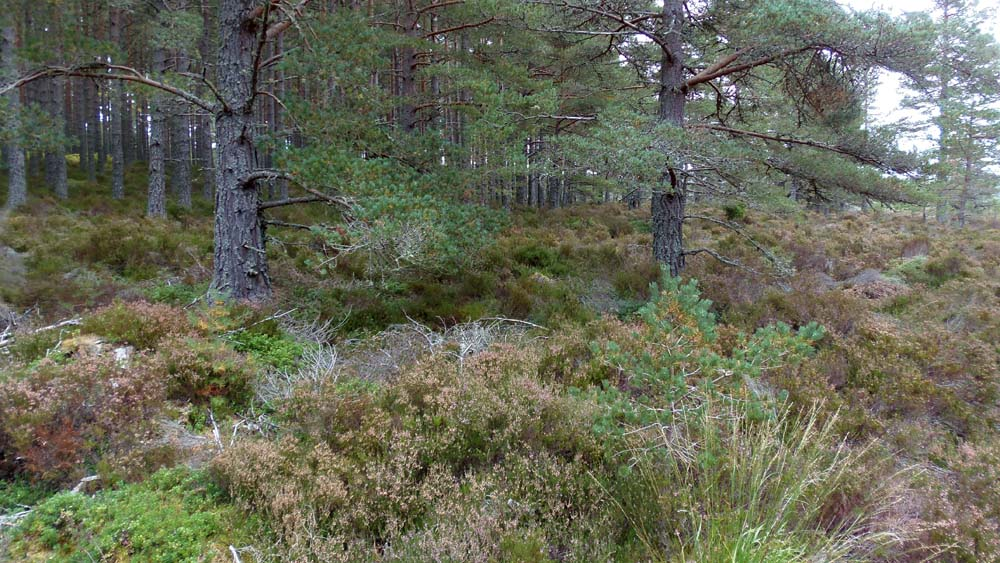
تجدید حیات در جنگل‌های شمال

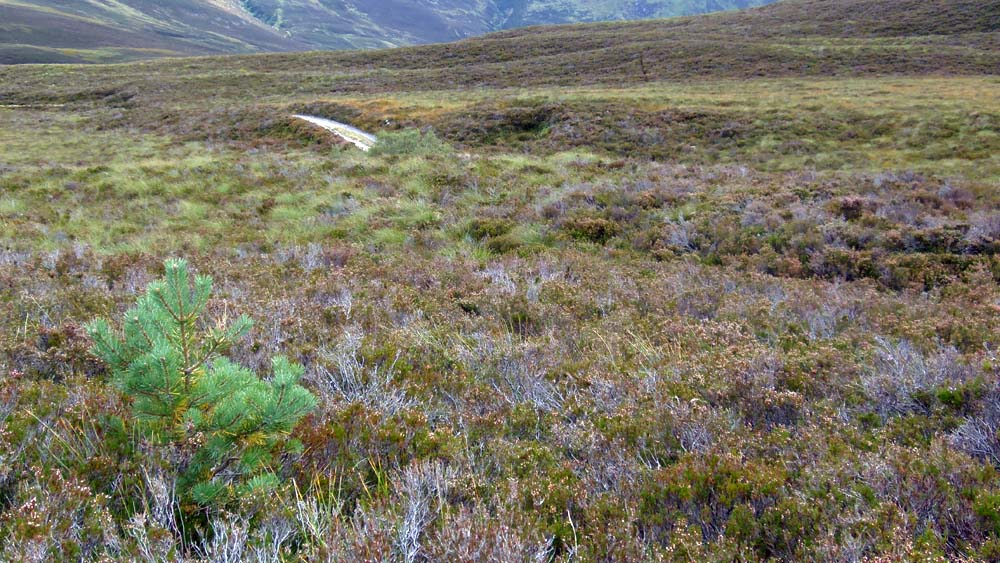
احیای جنگل در بخش جنوبی ذخیره‌گاه.

هدف اصلی حفاظت انجمن سلطنتی حفاظت از پرندگان گسترش مساحت تحت پوشش جنگل است. در تاریخ ۲۴ اوت ۲۰۱۱، این انجمن از کمیسیون جنگلداری مجوز گرفت تا با استفاده از بازتولید طبیعی و کاشت درختان، جنگل‌های بومی را گسترش دهد. از آن زمان، کاشت ۶۰٬۰۰۰ درخت از گونه‌های اسپن، برچ، سرو کوهی و بید در مساحتی حدود ۵۹۰ هکتار آغاز شده است. همچنین، RSPB در تلاش برای بهبود زیستگاه‌های باتلاقی، مرتع‌های کوهستانی، بوته‌زارها، رودخانه‌ها و زیستگاه‌های کوهستانی است، هم در محدوده منطقه حفاظت‌شده و هم از طریق همکاری با مالکیت‌های مجاور.

روش‌های تاریخی مدیریت جنگل، پاک‌سازی چوب‌های مرده را ترجیح داده‌اند، اما انجمن سلطنتی حفاظت از پرندگان (RSPB) اکنون در تلاش است تا میزان چوب‌های افتاده مرده، درختان و ریشه‌های خشک را افزایش دهد. به همین منظور، در ۱۹ اکتبر ۲۰۰۶، RSPB با استفاده از مواد منفجره شروع به قطع تاج نه درخت کاج کالدونیان کرد که عمرشان بین ۱۰۰ تا ۲۰۰ سال بود. دربارهٔ این استفاده از مواد منفجره، دیسموند دوگان، مدیر سایت RSPB در فارست لاج، گفت:
«مواد منفجره ممکن است بسیار خطرناک به نظر برسند، اما تأثیر آنها کمتر از یک باد شدید، رعد و برق یا سقوط بهمن در درخت فاجعه‌بار نخواهد بود.»
جیمز رینولدز، رئیس رسانه و ارتباطات RSPB، گفت:
«ما قبلاً به سادگی درختان را قطع می‌کردیم و سعی می‌کردیم از این طریق زیستگاه‌های چوبی مرده ایجاد کنیم، اما فکر نمی‌کنیم که این امر باعث شده باشد که این روند به اندازه کافی سریع پیش برود.»

## سایر نامگذاری‌های حفاظتی
منطقه حفاظت‌شده ملی آبرنتی با چندین منطقه تعیین‌شده دیگر همپوشانی دارد، از جمله:
- منطقه مورد توجه علمی ویژه جنگل آبرنتی (SSSI)[۱۳]
- منطقه حفاظت‌شده ویژه جنگل آبرنتی (SPA)
- سایت رامسر کایرنگورم لاچز
- پایگاه علمی ویژه Cairngorms
- منطقه ویژه حفاظت شده کایرنگورمز (SAC)
- منطقه حفاظت ویژه کایرنگورمز
- پارک ملی کایرنگورمز
- سایت علمی مورد توجه ویژه کایرنگورمز شرقی
- سایت علمی مورد توجه ویژه نورترن کوریس، کارینگورمز
- منطقه ویژه حفاظت از رودخانه اسپی